# Доктор Ху (16. сезона)
Шеснаеста сезона британске научнофантастичне телевизијске серије Доктор Ху, позната и под заједничким именом Кључ времена, почела је 2. септембра 1978. епизодом Операција Рибос (1. део), а завршила се епизодом Чинилац Армагедона (6. део). Лук је првобитно осмислио продуцент Грејем Вилијамс који га је предложио као део своје пријаве за продуцентски посао 1976. Име се односи на моћни артефакт чији су делови оно што Четврти Доктор и његови сапутници Романа и К9 траже током сезоне. Ентони Рид је био уредник сценарија до последње приче када је Даглас Адамс постао нови уредник сценарија.

## Синопсис
Фигура која себе назива Белим чуваром даје налог Доктору и К9 уз помоћ нове сапутнице временске даме Романе да пронађу шест делова Кључа времена, космичког артефакта који подсећа на савршену коцку која одржава равнотежу универзума. Пошто је превише моћан да би га поседовало било које појединачно биће, подељен је на шест различитих делова и разбацан по простору и времену, прерушен сировом елементарном моћи у њима у било који облик или величину. Међутим, пошто су силе које балансирају универзум толико узнемирене, Бели Чувар треба да поврати делове Кључа да заустави универзум како би могао да успостави равнотежу. Бели чувар такође упозорава доктора на Црног чувара који такође жели да добије Кључ времена за своје потребе. У последњој епизоди, Црни Чувар прерушен у Белог Чувара покушава да узме кључ од Доктора. Међутим, Доктор продире кроз параван фигуре и наређује да се делови Кључа времена поново разбацују по целом времену и простору, осим шестог који он поново поставља као принцезу Астру. Након тога, Доктор одлучује да угради уређај који се зове насумичник у ТАРДИС-ов састав за навођење на одређено време како би његова следећа путовања учинила непредвидивим како би избегао Црног Чувара.

### Шест делова
1. Први део је прерушен у груду Џетрика на планети Рибос.
2. Други је планета Калуфракс, смањена на минијатурну величину од стране гусарске планете Занак која скаче у свемир.
3. Трећи је Велики печат Диплоса који је украо злочинац те планете.
4. Четврти је део статуе на планети Тари.
5. Пети је појела лигња Крол због чега се претворила у огромно чудовиште.
6. Последњи део је женски хуманоид - принцеза Астра.

## Улоге
- Том Бејкер као Четврти Доктор
- Мери Там као Романа
- Џон Лисон као К9 (епизоде 1, 3−26)

## Епизоде
Даглас Адамс је преузео место уредника сценарија од Ентонија Рида од серијала Чинилац Армагедона. Сезона 16 се састоји од једног низа прича који обухвата шест одвојених, али повезаних прича.
| Бр. еп. (укупно) | Бр. еп. (у сезони) | Наслов                        | Редитељ             | Сценариста                | Премијера           | Гледаност у Британији (милиони) |
| --- | ------------------ | ----------------------------- | ------------------- | ------------------------- | ------------------- | ------------------------------- |
| 480 | 1                  | "Операција Рибос (1. део)"    | Џорџ Спентон-Фостер | Роберт Холмс              | 2. септембар 1978.  | 8.30                            |
| Доктора контактира Бели чувар који му даје задатак да пронађе шест делова Кључа времена. Доктору се шридружује млада временска дама по имену Романа па он започиње своју потрагу на планети Рибос. |                    |                               |                     |                           |                     |                                 |
| 481 | 2                  | "Операција Рибос (2. део)"    | Џорџ Спентон-Фостер | Роберт Холмс              | 9. септембар 1978.  | 8.10                            |
| Доктор и Романа истражују Гаронове активности, али то доводи до тога да Граф верује да раде заједно. |                    |                               |                     |                           |                     |                                 |
| 482 | 3                  | "Операција Рибос (3. део)"    | Џорџ Спентон-Фостер | Роберт Холмс              | 16. септембар 1978. | 7.90                            |
| Граф узима доктора, Роману и Гарона у заробљенике, а затим покушава да пронађе Анстофа и Џетрика. |                    |                               |                     |                           |                     |                                 |
| 483 | 4                  | "Операција Рибос (4. део)"    | Џорџ Спентон-Фостер | Роберт Холмс              | 23. септембар 1978. | 8.20                            |
| Доктор се враћа у град да припази на Граф и оставља Роману, К9 и Гарона да траже Анстофа и први део. Међутим, Гарон их прелази и краде трагач. |                    |                               |                     |                           |                     |                                 |
| 484 | 5                  | "Гусарска планета (1. део)"   | Пенант Робертс      | Даглас Адамс              | 30. септембар 1978. | 9.10                            |
| У потрази за другим сегментом Кључа времена, ТАРДИС креће ка леденом свету, али слеће на насељену планету која тамо не би требало да буде. |                    |                               |                     |                           |                     |                                 |
| 485 | 6                  | "Гусарска планета (2. део)"   | Пенант Робертс      | Даглас Адамс              | 7. октобар 1978.    | 7.40                            |
| Доктор и Кимус крећу до Моста да покушају да спасу Роману и остављају К9 и Мулу да траже Праликса. |                    |                               |                     |                           |                     |                                 |
| 486 | 7                  | "Гусарска планета (3. део)"   | Пенант Робертс      | Даглас Адамс              | 14. октобар 1978.   | 8.20                            |
| Ментијаде одводе Доктора, Роману и Кимуса на поновно окупљање са К9 и Мулом где покушавају да поразе Капетанове планове. |                    |                               |                     |                           |                     |                                 |
| 487 | 8                  | "Гусарска планета (4. део)"   | Пенант Робертс      | Даглас Адамс              | 21. октобар 1978.   | 8.40                            |
| Доктор открива истину о правој моћи на Занаку и мора покушати да заустави Капетана и Ксанксију пре него што Земља постане њихова следећа жртва. |                    |                               |                     |                           |                     |                                 |
| 488 | 9                  | "Камење крви (1. део)"        | Дарол Блејк         | Дејвид Фишер              | 28. октобар 1978.   | 8.60                            |
| Доктора и Роману потрага за трећим делом Кључа времена води до каменог круга у Корнволу где проналазе знаке чудне активности и упознају радозналог професора Рамфорда који им говори о оближњој секти друида.                                                                                            |                    |                               |                     |                           |                     |                                 |
| 489 | 10                 | "Камење крви (2. део)"        | Дарол Блејк         | Дејвид Фишер              | 4. новембар 1978.   | 6.60                            |
| Рамфорд стиже на време да спасе Доктора од жртвовања, дозвољавајући њему и К9 да спасу Роману са стене, али је збуњен јер она тврди да ју је гурнуо неко ко је личио на њега. |                    |                               |                     |                           |                     |                                 |
| 490 | 11                 | "Камење крви (3. део)"        | Дарол Блејк         | Дејвид Фишер              | 11. новембар 1978.  | 9.30                            |
| Уз помоћ професора Рамфорда и К9, Доктор прави пројектор помоћу којег ће ући у хиперпростор и спасити отету Роману све док покушавају да избегну крвопије Огре које их вребају. |                    |                               |                     |                           |                     |                                 |
| 491 | 12                 | "Камење крви (4. део)"        | Дарол Блејк         | Дејвид Фишер              | 18. новембар 1978.  | 7.60                            |
| На хиперсвемирском затворском броду два строја за правду зване Мегара, познате по брзим пресудама и оштрим казнама, хапсе Доктора због кршења прекршаја, а суђење и погубљење треба да се спроведу одмах.                                                                                                |                    |                               |                     |                           |                     |                                 |
| 492 | 13                 | "Андроиди са Таре (1. део)"   | Мајкл Хејс          | Дејвид Фишер              | 25. новембар 1978.  | 9.50                            |
| ТАРДИС се материјализовао на планети Тари налик Земљи. Доктор иде на пецање док Романа проналази четврти део Кључа времена, али моћни гроф Грендел је погрешно сматра андроидом и доводи је у свој замак.                                                                                                |                    |                               |                     |                           |                     |                                 |
| 493 | 14                 | "Андроиди са Таре (2. део)"   | Мајкл Хејс          | Дејвид Фишер              | 2. децембар 1978.   | 10.20                           |
| ТАРДИС се материјализовао на планети Тари налик Земљи. Доктор иде на пецање док Романа проналази четврти део Кључа времена, али моћни гроф Грендел је погрешно сматра андроидом и доводи је у свој замак.                                                                                                |                    |                               |                     |                           |                     |                                 |
| 494 | 15                 | "Андроиди са Таре (3. део)"   | Мајкл Хејс          | Дејвид Фишер              | 9. децембар 1978.   | 8.90                            |
| Када је гроф Грендел отео правог краљевића Рајнарта, Доктор предлаже да се његов андроид двојник крунише за краља у његовом одсуству. Вративши се у грофов замак, Романа се упознаје са принцезом Стрелом која личи на њу.                                                                               |                    |                               |                     |                           |                     |                                 |
| 495 | 16                 | "Андроиди са Таре (4. део)"   | Мајкл Хејс          | Дејвид Фишер              | 16. децембар 1978.  | 9.00                            |
| Док Доктор ради на говорним круговима андроида принца Рајнарта, гроф Грендел схвата да је Романа Докторова пријатељица и планира да га намами у замку користећи андроида са својим лицем. |                    |                               |                     |                           |                     |                                 |
| 496 | 17                 | "Моћ Крола (1. део)"          | Норман Стјуарт      | Роберт Холмс              | 23. децембар 1978.  | 6.50                            |
| Доктор и Романа слећу на месец Делта III, дом зеленопутих Мочвара и мале скупине људских колониста. Убрзо по доласку, Роману узимају Мочваре који желе да је жртвују тајанственом Кролу налик лигњи. |                    |                               |                     |                           |                     |                                 |
| 497 | 18                 | "Моћ Крола (2. део)"          | Норман Стјуарт      | Роберт Холмс              | 30. децембар 1978.  | 12.40                           |
| Доктор спасава Роману из Мочваре, али се ужаснуо када је чуо да се Крол пробудио. |                    |                               |                     |                           |                     |                                 |
| 498 | 19                 | "Моћ Крола (3. део)"          | Норман Стјуарт      | Роберт Холмс              | 6. јануар 1979.     | 8.90                            |
| Доктор, Романа и Ром-Дат су осуђени на смрт од стране Свампија док екипа рафинерије покушава да смисли начин да уништи Крола. |                    |                               |                     |                           |                     |                                 |
| 499 | 20                 | "Моћ Крола (4. део)"          | Норман Стјуарт      | Роберт Холмс              | 13. јануар 1979.    | 9.90                            |
| Доктор се трка са временом да спречи Тона да уништи насеље Свампије, а затим ради на уништавању Крола једном заувек. |                    |                               |                     |                           |                     |                                 |
| 500 | 21                 | "Чинилац Армагедона (1. део)" | Мајкл Хејлс         | Боб Бејкер и Дејвд Мартин | 20. јануар 1979.    | 7.50                            |
| Доктор и друштво свраћају на планету Атриос чији су становници у међупланетарном рату са својом планетом близанком Зеосом. Иако Астра, принцеза од Атриоса, жели мир, али њен заповедник војске Маршал не дели њене ставове. Дакле, док је ТАРДИС у орбити око планете, Маршал циља Доктора за уништење. |                    |                               |                     |                           |                     |                                 |
| 501 | 22                 | "Чинилац Армагедона (2. део)" | Мајкл Хејлс         | Боб Бејкер и Дејвд Мартин | 27. јануар 1979.    | 8.80                            |
| У немогућности да побегну са несталим ТАРДИС-ом, Доктор, Романа и Мерак се враћају Маршалу који се необично предомисли и тражи од Доктора помоћ, али убрзо постаје јасно да га неко или нешто други контролише.                                                                                          |                    |                               |                     |                           |                     |                                 |
| 502 | 23                 | "Чинилац Армагедона (3. део)" | Мајкл Хејлс         | Боб Бејкер и Дејвд Мартин | 3. фебруар 1979.    | 7.80                            |
| Сенка отима Доктора и покушава да обезбеди Кључ времена док се маршал припрема за свеобухватни напад на Зеоса. У међувремену, Докторови сапутници покушавају да пронађу нестали ТАРДИС. |                    |                               |                     |                           |                     |                                 |
| 503 | 24                 | "Чинилац Армагедона (4. део)" | Мајкл Хејлс         | Боб Бејкер и Дејвд Мартин | 10. фебруар 1979.   | 8.60                            |
| Доктор шаље Шапа и Мерака назад у Атриос да покушају да зауставе маршалов напад док он и Романа покушавају да онеспособе Менталиса. |                    |                               |                     |                           |                     |                                 |
| 504 | 25                 | "Чинилац Армагедона (5. део)" | Мајкл Хејлс         | Боб Бејкер и Дејвд Мартин | 17. фебруар 1979.   | 8.60                            |
| Док су К9 и принцеза Астра под његовом контролом, Сенка мами Доктора и Роману на своју планету где се Доктор поново уједињује са својим старим пријатељем Господаром времена Драксом. |                    |                               |                     |                           |                     |                                 |
| 505 | 26                 | "Чинилац Армагедона (6. део)" | Мајкл Хејлс         | Боб Бејкер и Дејвд Мартин | 24. фебруар 1979.   | 9.60                            |
| Романа посматра како се принцеза Астра претвара у шести део Кључа времена, дајући Сенци врхунску моћ. Доктор и Дракс стижу тачно на време, али за Доктора остаје још једно искушење. |                    |                               |                     |                           |                     |                                 |

## Емитовање
Шеснаеста сезона емитована је од 2. септембра 1978. до 24. фебруара 1979. године.